# Museo de Arte Occidental y Oriental (Odesa)
El Museo de Arte Occidental y Oriental de Odesa (en ucraniano: Музей західного і східного мистецтва) es un museo de bellas artes que se encuentra en el centro artístico y cultural de la ciudad de Odesa, a orillas del mar Negro, al sur de Ucrania. Fundado en 1923, el museo ocupa un palacio al norte de la calle Pushkin, cerca de otros museos y centros culturales, como la Filarmónica de Odesa. Su colección, reunida en torno a varias colecciones privadas procedentes de benefactores odesanos, cuenta además con una variedad de piezas donadas por el Museo de Bellas Artes de la ciudad y por la Universidad de Odesa.

## Colección
El museo cuenta con una extensa colección (aunque no accesible al público en su totalidad), que incluye trabajos de Caravaggio, Gerard David, Jan van Scorel, Rubens, Abraham Bloemaert y Frans Hals, entre otros destacados artistas europeos, y particularmente neerlandeses.
Se hizo mundialmente famoso en 1958, cuando la experta rusa en el Siglo de Oro neerlandés Irina Linnik descubrió enterrados en su sótano dos tronies de Hals, con los retratos de los apóstoles Lucas and Mateo, a los que reconoció como dos de un cuarteto de obras perdidas descrito en la documentación de una subasta del siglo xviii, que nunca se supo su paradero. Linnik rastreó la historia de los cuadros al siglo xvii, y poco después de la identificación de los cuadros y su publicación en 1959, los tronies de los otros dos evangelistas, Juan y Marcos, fueron localizados también.

### Arte asiático
En las salas orientales del palacio se exhiben objetos de arte chino, japonés, indio, persa y tibetano. Esta colección incluye piezas de pintura en seda, porcelana, bordado, armas antiguas, estatuillas y otros distintos objetos de arte oriental de los siglos xvi-xvii.

## Galería

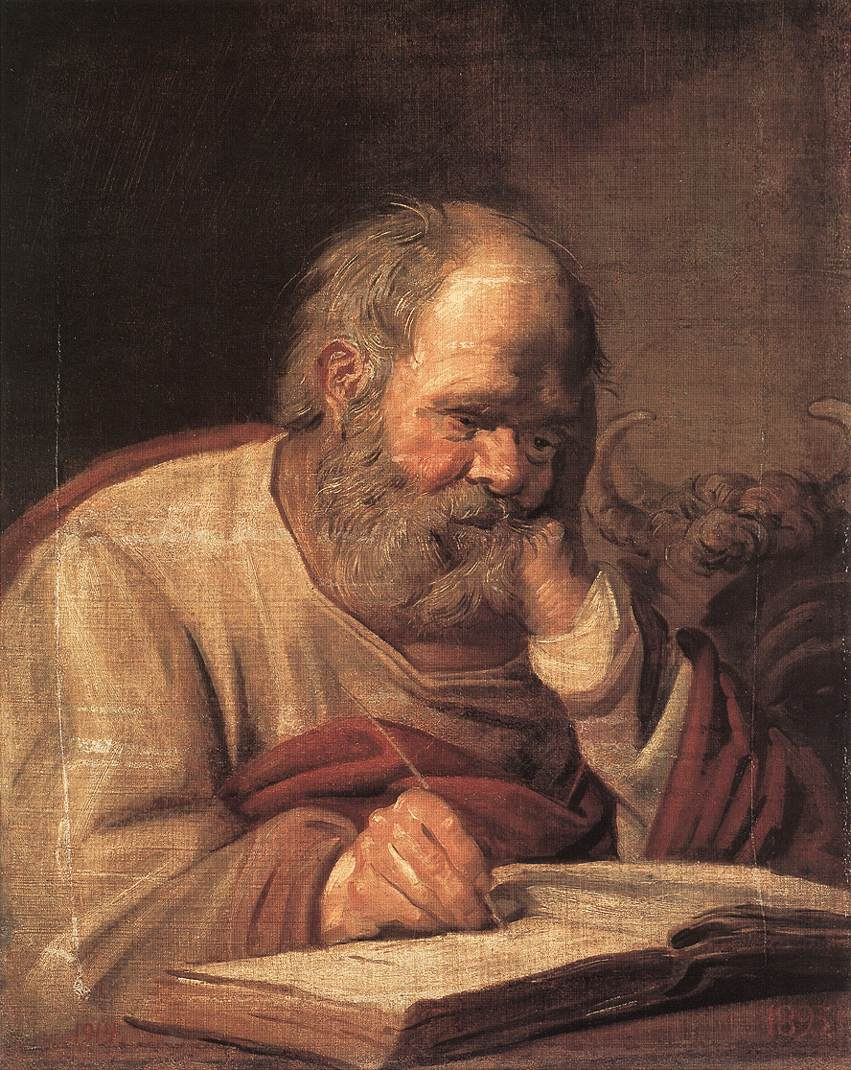
San Lucas, por Frans Hals
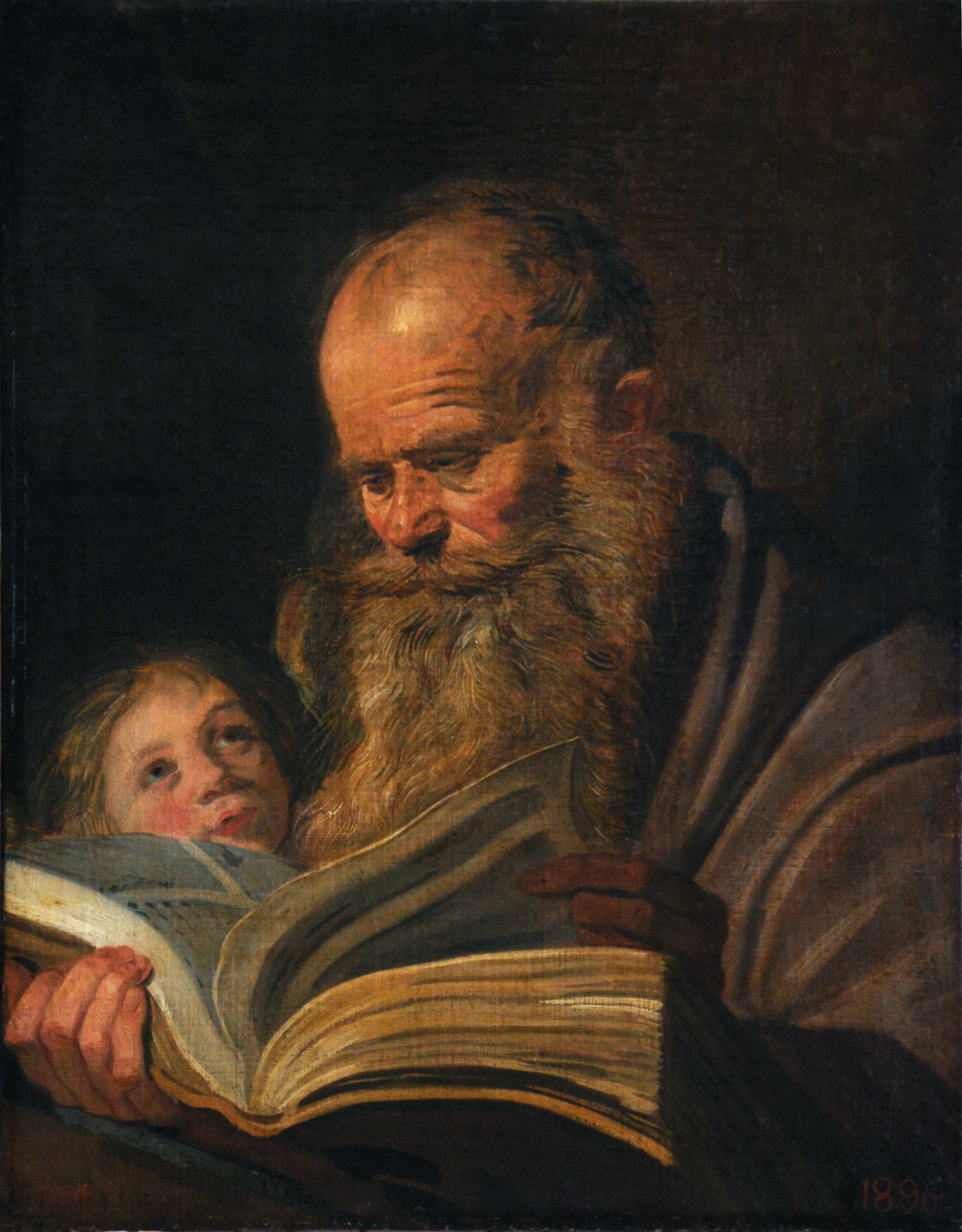
San Mateo, por Frans Hals
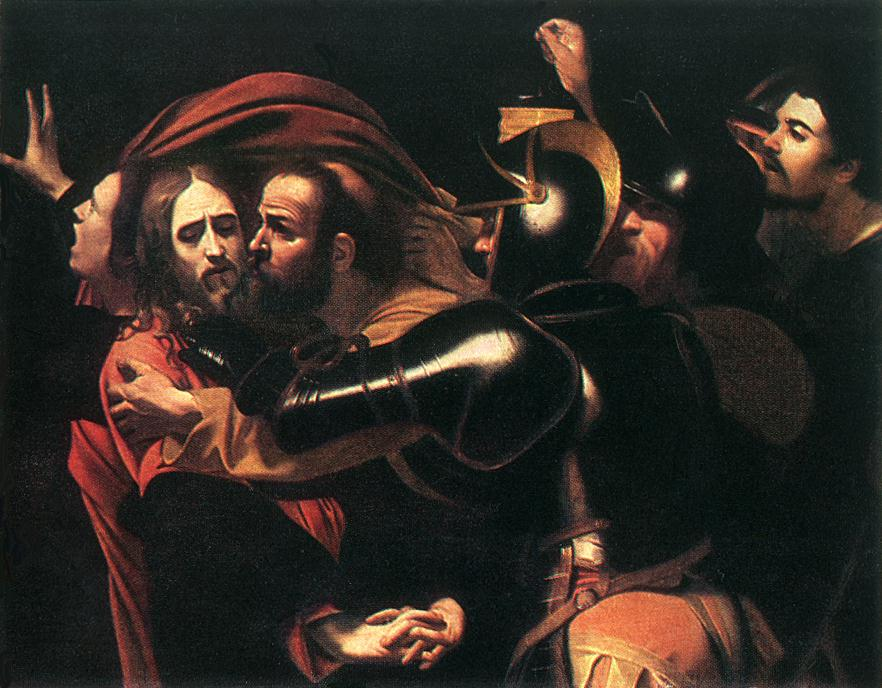
La captura de Cristo, por Caravaggio
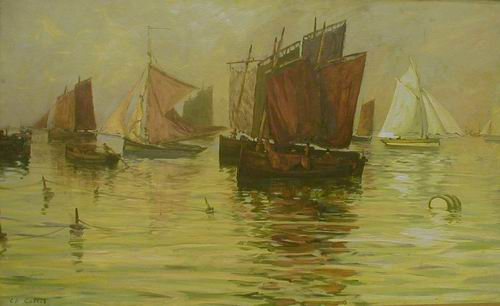
Marineros, por Charles Cottet
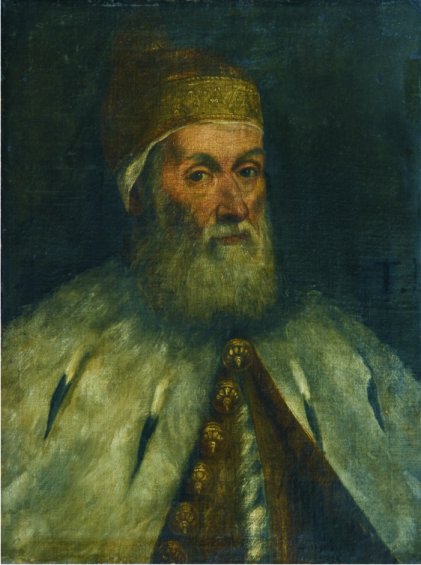
Francesco Donà, por Tiziano